# Åsjordet (metrostation)
Åsjordet is een metrostation in de Noorse hoofdstad Oslo. Het station werd geopend op 15 juni 1942 en wordt bediend door lijn 3 van de metro van Oslo